# Johnny Leach

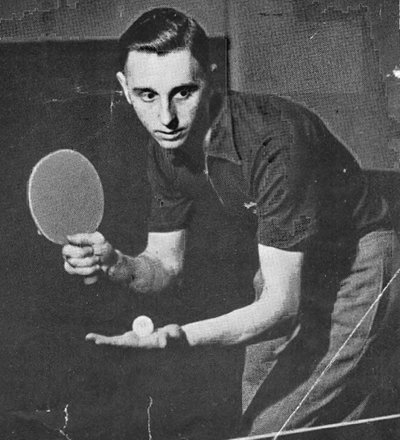
Johnny Leach (zwischen 1939 und 1944)

Johnny Leach (* 20. November 1922 in London; † 5. Juni 2014) war ein englischer Tischtennisspieler. Er nahm an 13 Weltmeisterschaften teil und wurde dabei zweimal Weltmeister im Einzel.

## Aktive Laufbahn
Leach begann mit dem Tischtennis-Spielen im Verein Romford YMCA. Anfang der 1940er Jahre diente er in der Royal Air Force in Nordirland. In dieser Zeit trainierte er bis 1949 mit Jack Carrington. Mit diesem gewann er bei seiner ersten Teilnahme an einer Weltmeisterschaft 1947 die Silbermedaille im Doppel. Zwei Jahre später – 1949 – wurde er erstmals Einzelweltmeister. Diesen Erfolg konnte er bei der WM 1951 wiederholen. In den folgenden Jahren gewann er noch mehrere Medaillen. So wurde er 1953 Mannschaftsweltmeister mit dem englischen Team. Mit Richard Bergmann im Doppel belegte er zweimal den zweiten Platz, das Gleiche gelang 1952 im Mixed mit Diane Rowe, der späteren Ehefrau von Eberhard Schöler. Letztmals war Leach 1963 bei einer WM dabei. In der ITTF-Weltrangliste wurde er 1951 auf Platz eins geführt. Zusammen mit Richard Bergmann reiste Leach Mitte der 1950er Jahre durch die ganze Welt und veranstaltete Schaukämpfe.
Johnny Leach war Abwehrspieler. Er ist bis heute der letzte Weltmeister im Einzel, der Abwehr spielte.

## Tätigkeiten als Funktionär
In den 1950er Jahren wurde er Geschäftsführer (Managing Director) der Firma, die seine Schläger herstellte und vermarktete. Das von seiner Firma vertriebene, weinrote und hochelastische „Leach“-Noppengummi und der mit gelochtem Lederband umwickelte Schläger galten noch bis Mitte der 1970er-Jahre als „Geheimtipp“ unter den offensiveren Noppengummi-Spezialisten.
Nach dem Ende seiner aktiven Laufbahn übernahm er einige Ämter als Funktionär. Zunächst ernannte ihn die English Table Tennis Association zum „non-playing Captain“ der britischen Mannschaft. Lange Zeit war er Präsident von Haverhill, wo er auch aktiv Golf spielte und gelegentlich an den Pro-Am-Tournaments teilnahm. Seit 1961 war er auch Präsident der Essex County Table Tennis Association. Schließlich wurde er 1988 Präsident des englischen Tischtennis-Verbandes ETTA. Dieses Amt bekleidete er 24 Jahre lang, ehe er 2012 von Keith Ponting abgelöst wurde.
1966 verlieh ihm Königin Elisabeth II. den Titel MBE (Member of the British Empire). 1997 wurde er in die ITTF Hall of Fame aufgenommen.

## Schriften
Leach schrieb mehrere Lehrbücher über Tischtennis:
- So spielt man Tischtennis (1952, Verlag Gerd Hatje Stuttgart)
- Table Tennis For All (1951)
- Table Tennis My Way (1955)
- Table Tennis Complete (1960)
- Better Table Tennis (1969), ISBN 0-7182-0152-3.
- Table Tennis for the 'seventies (1971)
- Table Tennis Made Easy (1971)

In den 1950er Jahren schrieb Leach wöchentlich in der Zeitung Sunday paper.

## Privat
Johnny Leach war verheiratet und hatte mit Ehefrau Daisy († 2009) zwei Söhne. Er starb an den Folgen eines Schlaganfalles.

## Erfolge
- Teilnahme an Tischtennisweltmeisterschaften
  - 1947 in Paris
    - 3. Platz Einzel
    - 2. Platz Doppel (mit Jack Carrington)

  - 1949 in Stockholm
    - 1. Platz Einzel
    - 3. Platz Mixed (mit Margaret Franks)
    - 3. Platz mit englischer Mannschaft

  - 1950 in Budapest
    - 3. Platz mit englischer Mannschaft

  - 1951 in Wien
    - 1. Platz Einzel
    - 3. Platz Doppel (mit Jack Carrington)
    - 3. Platz Mixed (mit Diane Rowe)

  - 1952 in Bombay
    - 2. Platz Doppel (mit Richard Bergmann)
    - 2. Platz Mixed (mit Diane Rowe)
    - 2. Platz mit englischer Mannschaft

  - 1953 in Bukarest
    - 2. Platz Doppel (mit Richard Bergmann)
    - 1. Platz mit englischer Mannschaft

  - 1954 in London
    - 3. Platz mit englischer Mannschaft

  - 1955 in Utrecht
    - Viertelfinale im Doppel
    - 3. Platz mit englischer Mannschaft

  - 1956 in Tokio
    - Viertelfinale im Doppel (mit Richard Bergmann)
    - 5. Platz mit englischer Mannschaft

  - 1957 in Stockholm
    - Viertelfinale im Mixed (mit Diane Rowe)
    - 11. Platz mit englischer Mannschaft

  - 1959 in Dortmund
    - 9. Platz mit englischer Mannschaft

  - 1961 in Peking
    - 4. Platz mit englischer Mannschaft

  - 1963 in Prag
    - Einsatz nur im Doppel
- Teilnahme an Europameisterschaften
  - 1960 in Zagreb
  - 1962 in Berlin: Viertelfinale im Doppel
- Nationale englische Meisterschaften
  - 1959/60 1. Platz Doppel (mit Michael Thornhill), 1. Platz Mixed (mit Diane Rowe)
  - 1961/62 1. Platz Mixed (mit Diane Rowe)
  - 1963/64 1. Platz Doppel (mit David Craemer)
- Offene Meisterschaften von England
  - 1950/51 1. Platz Doppel (mit Jack Carrington)
  - 1952/53 2. Platz Einzel, 1. Platz Doppel (mit Richard Bergmann)
  - 1959/60 1. Platz Doppel (mit Michael Thornhill)
- Internationale Meisterschaften

1950 und 1951 gewann Leach die internationalen Meisterschaften von Frankreich, Belgien und Wales.
- 1950 US Open: 1. Platz Einzel

## Turnierergebnisse
| Verband | Veranstaltung       | Jahr | Ort       | Land | Einzel        | Doppel        | Mixed         | Team |
| ------- | ------------------- | ---- | --------- | ---- | ------------- | ------------- | ------------- | ---- |
| ENG     | Europameisterschaft | 1962 | Berlin    | FRG  | letzte 16     |               |               |      |
| ENG     | Europameisterschaft | 1960 | Zagreb    | YUG  |               | Viertelfinale |               |      |
| ENG     | Weltmeisterschaft   | 1963 | Prag      | TCH  | keine Teiln.  | letzte 16     | keine Teiln.  |      |
| ENG     | Weltmeisterschaft   | 1961 | Peking    | CHN  | letzte 128    | Scratched     | keine Teiln.  | 4    |
| ENG     | Weltmeisterschaft   | 1959 | Dortmund  | FRG  | letzte 64     | letzte 64     | letzte 64     | 9    |
| ENG     | Weltmeisterschaft   | 1957 | Stockholm | SWE  | letzte 64     | letzte 16     | Viertelfinale | 11   |
| ENG     | Weltmeisterschaft   | 1956 | Tokio     | JPN  | letzte 32     | Viertelfinale | letzte 16     | 5    |
| ENG     | Weltmeisterschaft   | 1955 | Utrecht   | NED  | Viertelfinale | Viertelfinale | letzte 16     | 3    |
| ENG     | Weltmeisterschaft   | 1954 | Wembley   | ENG  | letzte 32     | letzte 16     | Viertelfinale | 3    |
| ENG     | Weltmeisterschaft   | 1953 | Bukarest  | ROU  | letzte 16     | Silber        | Viertelfinale | 1    |
| ENG     | Weltmeisterschaft   | 1952 | Bombay    | IND  | letzte 16     | Silber        | Silber        | 2    |
| ENG     | Weltmeisterschaft   | 1951 | Wien      | AUT  | Gold          | Halbfinale    | Halbfinale    | 4    |
| ENG     | Weltmeisterschaft   | 1950 | Budapest  | HUN  | letzte 16     | letzte 32     | Viertelfinale | 3    |
| ENG     | Weltmeisterschaft   | 1949 | Stockholm | SWE  | Gold          | Viertelfinale | Halbfinale    | 3    |
| ENG     | Weltmeisterschaft   | 1948 | Wembley   | ENG  | letzte 16     | letzte 64     | Viertelfinale | 5    |
| ENG     | Weltmeisterschaft   | 1947 | Paris     | FRA  | Halbfinale    | Silber        | letzte 32     | 7    |